# رغل حليمي
رغل حليمي (الاسم العلمي:Atriplex papillata) هي نوع نباتي يتبع جنس الرغل من الفصيلة القطيفية.  